# Alkoholförgiftning
Alkoholförgiftning är en form av akut drogförgiftning som kan drabba en individ när denne konsumerar mycket mer etanol än denne klarar att förbränna. Alkoholförgiftning kräver att den drabbade tas till sjukhus, där personen magpumpas. Svåra fall av alkoholförgiftning kan leda till döden.

## Kännetecken
Alkoholförgiftning är en form av akut drogförgiftning, vilket av sjukvården räknas som en psykisk störning, som dock också kan ge fysiska komplikationer. Liksom andra fall av drogförgiftning är toleransnivån individuell: personer har olika förutsättningar att tåla alkohol, beroende på psykisk hälsa och fysiska problem (se stress - sårbarhetsmodellen). En person med en latent psykisk eller fysisk störning kan tåla mycket litet alkohol innan ruset övergår i en aggressiv personlighetsförändring, vilket kallas patologisk förgiftning. När den personen tillnyktrar försvinner personlighetsförändringen tills nästa gång personen dricker. Fysiska sjukdomar som tillsammans med alkohol kan orsaka patologisk förgiftning innefattar alla systemiska sjukdomar, däribland nedsatt njurfunktion och infektionssjukdomar. Dock kan en ännu inte upptäckt hypoglykemi ge samma symtom som alkoholförgiftning.
Stora mängder alkohol ger alltid alkoholförgiftning, oavsett hälsa; det finns en gräns för alla. Oavsett vilken gräns personen har innan förgiftningstillstånd uppkommer, så yttrar sig förgiftningen med psykiska symtom som skiljer sig från hur personen blir av berusning. En berusad människa kan vara pigg, glad och upprymd, men vid förgiftning blir personen som regel aggressiv, stingslig eller deprimerad. Ännu värre förgiftning leder till att medvetandegraden sänks, innan personen somnar. I riktigt allvarliga fall kan personen få delirium, hamna i koma eller drabbas av konvulsioner.
Alkoholens negativa påverkan på kognitionen innebär att en person som druckit mycket kan drabbas av olyckshändelser, till exempel ramla och slå skallen för att balanssinnet inte fungerar. Till följd av berusning kan personen alltså få fysiska skador. Det kan vara svårt att skilja alkoholförgiftning från symtomen efter hjärnskada. Eftersom kräkningar är vanligt, förekommer det att alkoholförgiftade kvävs av uppkastningar sedan de tuppat av.
Alkohol påverkar flera fysiologiska processer. Därför kan stora mängder alkohol, eller en svag fysik, ge skador på inre organ eller leda till cirkulationssvikt. Förgiftningstillstånd är övergående; när alkoholen har förbränts är tillståndet över. Skador på inre organ är dock bestående.